# Джон Мъни
Джон Уилям Мъни (на английски: John William Money) е новозеландски американски психолог, сексолог и професор в университета „Джонс Хопкинс“, известен с изследванията си върху човешкото сексуално поведение и пола.
Работейки с ендокринолога Клод Миджън, Мъни създава клиниката за полова идентичност „Джонс Хопкинс“, първата клиника в Съединените щати, която извършва операции за смяна на пола. Мъни разработва използването на „по-точна терминология“ при изследванията на пола, измисляйки термините роля на пола и сексуална ориентация. Въпреки широко разпространеното популярно схващане, Мъни не е измислил „половата идентичност“. Мъни е пионер в използването на лекарствени средства за третиране на сексуални посегатели / престъпници, за да потуши сексуалното им желание. Той започва да тества антиандрогенни лекарства върху нарушители още през 1966 г., което дава успешни резултати.
Започвайки през 90-те години на миналия век, работата и изследванията, проведени от Мъни, са подложени на значителен академичен и обществен контрол. Академично проучване от 1997 г. критикува работата на Мъни в много отношения, особено по отношение на недоброволната смяна на пола на детето Дейвид Раймър и сексуалната злоуоптреба на Мъни над Раймър и брат му, когато са били деца. Някои от сесиите на Мъни включват Мъни, принуждаващ двете деца да извършват сексуални действия едно с друго, които Мъни след това снима. Дейвид Реймър е живял труден живот, в крайна сметка се е самоубил на 38 години; брат му почина от свръхдоза на 36 години.
Писанията на Мъни са преведени на много езици и включват около 2000 статии, книги, глави и рецензии. През живота си той получава около 65 отличия, награди и степени. Той също така е бил покровител на много известни новозеландски художници, като Рита Ангъс и Тео Шон.

## Биография
Мъни е роден в Моринсвил, Нова Зеландия, в протестантско семейство от английски и уелски произход. Посещава гимназия Hutt Valley и първоначално учи психология в университета Виктория в Уелингтън, завършва с двойна магистърска степен по психология и образование през 1944 г. Бил е младши член на факултета по психология в Университета на Отаго в Дънидин.
През 1947 г., на 26-годишна възраст, Мъни емигрира в Съединените щати, за да учи в психиатричния институт на университета в Питсбърг. Той напуска Питсбърг и получава докторска степен от Харвардския университет през 1952 г.
Мъни предлага и разработва няколко теории и свързана с тях терминология, включително полова идентичност, полова роля и любовна карта. Той популяризира термина парафилия (появяващ се в DSM-III, който по-късно ще замени термина „перверзии“) и въвежда термина сексуална ориентация на мястото на сексуалните предпочитания, като твърди, че привличането не е непременно въпрос на свободен избор. Въпреки че често му се приписва погрешно, Мъни не е измислил термина „полова идентичност“.
Мъни е професор по педиатрия и медицинска психология в университета „Джон Хопкинс“ от 1951 г. до смъртта си. През 1960 и 1961 г. той е съавтор на две статии с Ричард Грийн, „Несъвместима роля на пола: Негенитални прояви при момчета в предпубертетна възраст“ и „Женственост при момчета в предпубертетна възраст: Резюме на единадесет случая и препоръки за управление на случаи“.
Мъни създава клиниката за полова идентичност на Джон Хопкинс през 1965 г. заедно с Клод Миджън, който е ръководител на педиатричната ендокринология в нея. Болницата започва да извършва операции за смяна на пола през 1966 г. и е първата клиника в Съединените щати, която прави това. Там Мъни също така участва в Отдела за сексуално поведение, който провежда проучвания върху хирургия за смяна на пола.
Мъни предлага използването на лекарствени средства в отношението на сексуални престъпници за потушаване на влеченията им. Според документ от 1987 г. той използва лекарството Depo-Provera (медроксипрогестерон ацетат) при сексуални престъпници в Джон Хопкинс в началото на 1966 г. По-късно практиката се разпространява в САЩ и Европа. През 2002 г. той получава медал Magnus Hirschfeld от Германското общество за социално-научни изследвания на сексуалността.
Мъни има серия от неуспешни теории, свързани със синдрома на Джейкъб. Синдромът на Джейкъб е хромозомно състояние, при което индивидът се ражда с XYY полови хромозоми. Днес се смята, че синдромът на Джейкъб има най-леките ефекти от други състояния, базирани на полови хромозоми, като не причинява големи разлики в развитието. Въпреки това състоянието е било силно стигматизирано поради липса на разбиране за неговите ефекти и погрешно се е смятало, че причинява сериозни проблеми в развитието. Джон Мъни неуспешно се опитва да лекува XYY момчета и мъже (на възраст от 15 до 37 години) с анамнеза за поведенчески/образователни проблеми чрез химическа кастрация, използвайки висока доза Depo-Provera. Проучването се проваля, тъй като много участници страдали от наддаване на тегло и някои се самоубили и този експеримент често се разглежда като нарушение на научната етика.
Мъни също е ранен поддръжник на изкуството на Нова Зеландия, както литературното, така и визуалното. През 2002 г., когато болестта му на Паркинсон се влошава, Мъни дари значителна част от своята колекция от произведения на изкуството на художествената галерия Източна Южна земя в Гор, Нова Зеландия. През 2003 г. министър-председателят на Нова Зеландия Хелън Кларк откри крилото на Джон Мъни в галерия Източна Южна земя.
Мъни умира на 7 юли 2006 г., един ден преди 85-ия си рожден ден, в Тоусън, Мериленд, от усложнения от болестта на Паркинсон.
Мъни е съредактор на книга от 1969 г. Transsexualism and Sex Reassignment, която спомага за по-голямото приемане на операцията за смяна на пола и транссексуалните индивиди.
Мъни въвежда множество определения, свързани с пола, в статии в списания през 50-те години, много от тях в резултат на неговите изследвания на интерсексуалната морфология. Неговото определение за пола се основава на разбирането му за половите различия сред хората. Според Мъни фактът, че единият пол произвежда яйцеклетки, а другият пол произвежда сперма, е несводимият критерий за половата разлика. Съществуват обаче и други разлики, свързани с пола, които следват след тази първична дихотомия. Тези различия включват начина, по който урината се изхвърля от човешкото тяло и други въпроси на половия диморфизъм. Според теорията на Мъни разликите, свързани с пола, се характеризират с по-малкия размер на женските и техните проблеми при придвижване, докато кърмят бебета. Това прави по-вероятно мъжките да се скитат и ловуват.
Полово-независими разлики (sex-arbitrary differences) е термин въведен за тези различия, които са свързани само с начина на означаване: например избор на цвят (бебешко синьо за момчета, розово за момичета). Някои от последните разлики се отнасят за житейските дейности, като например възможности за кариера за мъже спрямо жени. И накрая, Мъни представя често срещания в сегашно време термин роля на пола (gender role), който той разграничава от концепцията на по-традиционната терминология роля на пола (sex role). Според него това произтича от неговите изследвания на интерсексуални хора. Според Мъни гениталиите и еротичните сексуални роли сега, според неговата дефиниция, трябва да бъдат включени в по-общия термин „полова роля“ (gender role), включително всички не-генитални и не-еротични дейности, които са определени от конвенциите на обществото относно мъжете или жените.
В своите изследвания на интерсексуални хора Мъни твърди, че има шест променливи, които определят пола. Докато при обикновения човек и шестте биха се подредили недвусмислено като всички „мъже“ или „жени“, при хермафродитите всяко едно или повече от едно от тях може да бъде несъвместимо с останалите, което води до различни видове аномалии. В своята фундаментална статия от 1955 г. той дефинира тези фактори като:
1. определен пол и пол на отглеждане
2. външна генитална морфология
3. вътрешни репродуктивни структури
4. хормонални и вторични полови характеристики
5. гонаден пол (т.е. определен от това дали в тялото се произвеждат мъжки или женски полови клетки)
6. хромозомен пол

| „ | Patients showing various combinations and permutations of these six sexual variables may be appraised with respect to a seventh variable: 7. Gender role and orientation as male or female, established while growing up. | “ |

След това той определя ролята на пола като;
| „ | all those things that a person says or does to disclose himself or herself as having the status of boy or man, girl or woman, respectively. It includes, but is not restricted to sexuality in the sense of eroticism. Gender role is appraised in relation to the following: general mannerisms, deportment and demeanor; play preferences and recreational interests; spontaneous topics of talk in unprompted conversation and casual comment; content of dreams, daydreams and fantasies; replies to oblique inquiries and projective tests; evidence of erotic practices, and, finally, the person's own replies to direct inquiry. | “ |

Мъни разглежда концепцията за пол като по-широка, по-всеобхватна концепция от тази за мъжко/женско начало. За него полът включва не само статута на човек като мъж или жена, но също така е въпрос на лично признание, социално назначение или правно определение; не само въз основа на собствените гениталии, но и въз основа на соматични и поведенчески критерии, които надхвърлят гениталните различия. През 1972 г. Мъни представя теориите си в Мъж и жена, момче и момиче, учебник за колеж. Книгата представя Дейвид Раймър като пример за смяна на пола.
В книгата си Gay, Straight and In-Between: The Sexology of Erotic Orientation Мъни развива концепция за bodymind. Bodymind, твърди Мъни, е начин за учените, при разработването на наука за сексуалността, да разглеждат природата като контрапункт на възпитанието, вроденото срещу придобитото, биологичното срещу социалното и психологическото срещу физиологичното. Той предполага, че всички те се възползват от древната, предплатоническа, предбиблейска концепция за тялото срещу ума и физическото срещу духовното. Във въвеждайки термина bodymind в този смисъл, Money иска да премине отвъд тези много вкоренени принципи на нашата народна или народна психология.

## Противоречия
Авторката Джанет Фрейм е посещавала някои от часовете на Мъни в университета в Отаго като част от нейното обучение за учители. Фрейм била привлечена от Мъни и го ухажвала. През октомври 1945 г., след като Фрейм пише есе, в което споменава мислите си за самоубийство, Мъни убеждава Фрейм да влезе в психиатричното отделение в Дънидин Държавна болница, където е погрешно диагностицирана като страдаща от шизофрения. След това Фрейм прекарва осем години в психиатрични заведения, през които е подложена на електрошок и инсулинова шокова терапия. Фрейм за малко да бъде лоботомизирана. В автобиографията на Frame, An Angel at My Table, Money е споменат като Джон Форест.

### Смяна на пола на Дейвид Раймър
По време на професионалния си живот Мъни бил уважаван като експерт по сексуално поведение, особено известен със своите възгледи, че полът е научен, а не вроден. По-късно обаче е разкрито, че неговият най-известен случай – на Дейвид Раймър, роден като Брус Раймър, е фундаментално погрешен. През 1966 г. неуспешно обрязване оставя осеммесечния Раймър без пенис. Мъни успява да убеди родителите на бебето, че операцията за смяна на пола ще бъде в най-добрия интерес на Раймър. На 22-месечна възраст Раймър претърпява допълнително орхиектомия, при която тестисите му са отстранени хирургично. Било определено той да бъде отгледан като жена и името му се промени от Брус на Бренда. Мъни допълнително препоръчал хормонално лечение, с което родителите се съгласили. След това Мъни препоръчал хирургическа процедура за създаване на изкуствена вагина, която родителите отказали. Money публикува редица документи, в които се съобщава, че „превръщането“ (смяната на половата идентичност) е успешно. Дейвид Реймър е отгледан според „модела за оптимално отглеждане на пола“, който бил общият модел за пол и социализация/ медикализация на пола за интерсексуални младежи, но моделът е силно критикуван за това, че е сексистки и че определя пол на случаен принцип (gender binary).
Според биографията на Джон Колапинто на Дейвид Раймър, започвайки, когато Раймър и неговият близнак Брайън били на шест години, Мъни показвал на братята порнография и ги принуждавал да репетират сексуални актове. Мъни карал Дейвид да застане на четири крака и Брайън бил принуден да „се приближи отзад [го] и да постави чатала си върху задните ми части“. Мъни също така принуждавал Реймър, в друга сексуална поза – да застане с „разкрачени крака“ с Брайън отгоре. При „поне един случай“ Мъни правил снимки на двете деца, изпълняващи тези действия.
Когато някое от децата се съпротивляваво на Мъни, Мъни се ядоствал. И Раймър, и Брайън си спомнят, че Мъни е бил много мек и внимателен в отношенията с родителите им, но е бил зпшрихавлобен, когато е сам с Мъни рите също ждавалудиха двете деца да се съблекат за „генитални инспекции“; когато се съпротилияваха да инспектират гениталии един на другте си, Мънвалстана много агресивен. Раймър казва: „Той ми каза да си сваля дрехите и аз просто не го направих. Просто стоях там. И той изкрещя: „Сега!“ По-силно от това. Мислех, че ще ме бие. Така че свалих дрехите си и стоях там треперейки."
Обосновката на Мъни за отношението му към децата е неговото убеждение, че „играта за репетиция на сексуален живот ' в детството при натискане на движения и съвкупление“ е важна за „здравата полова идентичност на възрастните“.
И Раймър, и Брайън, са били травматизирани от „терапията“, като Брайън говорил за нея „само с най-голям емоционален смут“, а Дейвид не желаел въобще да говори за подробностите публично. На 14 години и в изключителна психологическа агония, Дейвид Реймър най-накрая разбрал истината от родителите си. Той избира да започне да се нарича Дейвид и се подлага на хирургични процедури, за да върне премахне женските телесни модификации.
Въпреки болката и сътресенията на братята, в продължение на десетилетия Мъни докладва за напредъка на Реймър като „случая Джон/Джоан“, описвайки „очевидно успешно развитие“ на женския пол и използвайки този случай, за да подкрепи осъществимостта на смяната на пола и хирургическата реконструкция дори при не-интерсексуални случаи.
По времето, когато тази измама е разкрита, идеята за чисто социално изградена полова идентичност и медицинските интервенции на бебетата вече са се били превърнали в приет медицински и социологически стандарт.
Случаят на Дейвид Раймър привлеичамеждународното внимание през 1997 г., когато той разказа историята си на Милтън Даймънд, академичен сексолог, който убеди Раймър да му позволи да докладва резултата, за да разубеди лекарите да третират други бебета по подобен начин. Скоро след това Раймър излезе публично с историята си, а Джон Колапинто публикува широко разпространен и влиятелен разказ в списание Rolling Stone през декември 1997 г. По-късно това беше разширено в биографията на бестселъра на „Ню Йорк Таймс“ As Nature Made Him : The Boy Who Was Raised as a Girl (2000), в която Колапинто описва как – противно на докладите на Money – когато живее като Бренда, Раймър не се идентифицира като момиче. Той беше остракизиран и тормозен от връстници (които го нарекоха „пещерна жена“) и нито роклите с накъдрени украшения, нито женските хормони го караха да се чувства жена.
През юли 2002 г. Браян е открит мъртъв от свръхдоза антидепресанти. През май 2004 г. Дейвид се самоубива, като се простреля в главата с рязана ловна пушка на 38-годишна възраст. Според майка му „той наскоро е изпаднал в депресия, след като е загубил работата си и се е разделил със съпругата си“.
Мъни твърди, че медийният отговор на изобличението на Даймънд се дължи на пристрастия на десните медии и на „антифеминисткото движение“. Той казва, че противниците му вярват, че „мъжествеността и женствеността са вградени в гените, така че жените трябва да се върнат към матрака и кухнята“. Въпреки това, интерсексуални активисти също критикуваха Мъни, заявявайки, че неотчетеният провал е довел до хирургично преназначаване на хиляди бебета. Лично Мъни бил унизен от случая, разказват негови колеги, и като правило никова не го обсъждал.
Изследователката Мери Ан Кейс пише, че Мъни прави „измамнически измамни твърдения за податливостта на пола на промени при определени пациенти, които са претърпели неволна операция за смяна на пола“ и че това подхранва движението срещу пола.

### Мнения за педофилията
Мъни участва в дебати за хронофилията, особено педофилията. Той заявява, че както сексуалните изследователи, така и обществеността не правят разграничение между афективна педофилия и садистична педофилия. Colapinto публикува изказване на Мъни на Paidika, холандско списание, относно педофилията:
| „ | Ако имаше случай на момче, на 10 или 12 години, което е силно привлечено от мъж в 20-те или 30-те си години, ако това взаимоотношение е изцяло споделено и връзката е изцяло споделена, тогава не бих го нарекъл патологично в никакъв случай. | “ |

## Публикации
- Мъни, Джон. (1952 г.). Хермафродитизъм: Изследване на природата на един човешки парадокс. Дисертация (докторска степен), Харвардски университет.
- Мъни, Джон и Патриша Тъкър. (1975 г.). Сексуални признаци за това да си мъж или жена. Little Brown & Co:ISBN 0-316-57825-8
- Мъни, Джон. (1985). Ангелът унищожител. Прометей.ISBN 0-879-75277-7ISBN 0-879-75277-7
- Мъни, Джон. (1986). Венери Пенуси. Прометей.ISBN 978-0879753276ISBN 978 – 0879753276
- Мъни, Джон. (1986). Любовни карти: Клинични концепции за сексуално/еротично здраве и патология, парафилия и транспозиция на пола в детството, юношеството и зрелостта. Ню Йорк: Ървингтън.ISBN 0-8264-0852-4ISBN 0-8264-0852-4
- Мъни, Джон. (1988) Гей, хетеросексуален и междинен: Сексологията на еротичната ориентация. Ню Йорк: Oxford University Press.ISBN 0-19-505407-5ISBN 0-19-505407-5
- Мъни, Джон. (1989). Vandalized Lovemaps: Paraphilic Outcome of 7 Случаи в детската сексология. Книги за Прометей:ISBN 0-87975-513-X
- Мъни, Джон. (1994). Сексуални грешки на тялото и свързаните с тях синдроми: Ръководство за консултиране на деца, юноши и техните семейства, 2-ро изд. Балтимор: PH Brooks Publishing Company.ISBN 1-55766-150-2ISBN 1-55766-150-2
- Мъни, Джон. (1995). Карти на пола: социален конструктивизъм, феминизъм и сексософска история. Ню Йорк: Континуум.ISBN 0-8264-0852-4ISBN 0-8264-0852-4
- Мъни, Джон и Анке Ерхард. (1996). Мъж и жена, момче и момиче: полова идентичност от зачеването до зрелостта. Нортвейл, Ню Джърси: Джейсън Арънсън. Първоначално публикуван: 1972 гISBN 0-8018-1406-5
- Мъни, Джон. (1999). The Lovemap Guidebook: Окончателно изявление. Континуум.ISBN 0-8264-1203-3ISBN 0-8264-1203-3

## Допълнителна информация
- Ehrhardt, Anke A. 'John Money, PhD' Journal of Sex Research 44.3 (2007): 223 – 224.

## Външни връзки
- Джон Мъни в  Internet Movie Database
- John Money Collection Архив на оригинала от 2006-09-03 в Wayback Machine. в Институт „Кинси“
- Review of John Colapinto's book on John Money and David Reimer Архив на оригинала от 2013-08-17 в Wayback Machine. в The Weekly Standard
- Joanne Silberner, The Legacy of Sex Researcher John Money, NPR
- John Money Kinsey Institute

|  | Тази страница частично или изцяло представлява превод на страницата John Money в Уикипедия на английски. Оригиналният текст, както и този превод, са защитени от Лиценза „Криейтив Комънс – Признание – Споделяне на споделеното“, а за съдържание, създадено преди юни 2009 година – от Лиценза за свободна документация на ГНУ. Прегледайте историята на редакциите на оригиналната страница, както и на преводната страница, за да видите списъка на съавторите. ВАЖНО: Този шаблон се отнася единствено до авторските права върху съдържанието на статията. Добавянето му не отменя изискването да се посочват конкретни източници на твърденията, които да бъдат благонадеждни. |